# Rawat Tana
Rawat Tana (nacido el 5 de mayo de 1977) es un corredor de silla de ruedas tailandés. Fue medallista de oro en el Campeonato Mundial y Paralímpico de Verano.

## Carrera
En los Juegos Olímpicos de 2004, terminó tercero en el deporte de demostración de  silla de ruedas para hombres de 1500 m. En el mismo evento en los Juegos Paralímpicos de Verano de 2004, no se clasificó para la final, después de chocar con Robert Figl en las semifinales. Sin embargo, ganó una medalla de bronce en los 10,000 metros, oro en el relevo de 4 × 100 metros y otro oro en el relevo de 4 × 400 metros en esos mismos juegos Paralímpicos.